# Mariano Baracetti
Mariano Baracetti (Buenos Aires, 12 juli 1974) is een voormalig Argentijns beachvolleyballer. Met Martín Conde werd hij in 2001 wereldkampioen en won hij het jaar daarop het eindklassement van de FIVB World Tour. Baracetti nam verder deel aan drie opeenvolgende Olympische Spelen.

## Carrière

### 1996 tot en met 2000
Baracetti begon met professioneel beachvolleybal in 1996. Hij speelde twee wedstrijden in de World Tour met Fabio Perez voordat hij tot en met 2000 een duo zou vormen met José Salema. Het tweetal nam in hun eerste seizoen nog aan twaalf FIVB-toernooien deel met een zevende plaats in Lignano als beste resultaat. Het jaar daarop behaalden ze bij negen reguliere wedstrijden zeven toptienplaatsen; in Lignano en Espinho eindigden ze als vijfde. Daarnaast deden Baracetti en Salema mee aan de eerste officiële wereldkampioenschappen beachvolleybal in Los Angeles, waar ze in de eerste ronde werden uitgeschakeld door de Amerikanen Eric Fonoimoana en Brian Lewis. In 1998 haalde het duo bij zes van de dertien toernooien de top tien; in Vitória eindigde het tweetal met een derde plaats eveneens op het podium.
Het daaropvolgende seizoen behaalden ze in dertien wedstrijden twee toptienplaatsen. Ze werden zevende in Lignano en negende bij de WK in Marseille. Baracetti en Salema verloren in Marseille in de derde ronde van het Braziliaanse duo Emanuel Rego en José Loiola, waarna ze in de vierde herkansingsronde definitief werden uitgeschakeld door het Amerikaanse tweetal Robert Heidger en Kevin Wong. Het duo ving in 2000 aan met een overwinning in Mar del Plata en bereikte in het vervolg van het seizoen alleen in Chicago de halve finale. Bij de Olympische Spelen in Sydney waren de Russen Michail Koesjnerjov en Sergei Jermisjin en de Australiërs Matthew Grinlaubs en Joshua Slack te sterk in respectievelijk de eerste ronde en in de herkansing, waardoor Baracetti en Salema als negentiende eindigden.

### 2001 tot en met 2009
Na afloop van de Spelen wisselde Baracetti van partner naar Martín Conde met wie hij in 2000 nog een wedstrijd in Vitória speelde. Het jaar daarop nam het duo deel aan elf reguliere wedstrijden in de World Tour en behaalde het enkel toptienplaatsen. In Lignano en Marseille werd gewonnen en in Mallorca (tweede) en Tenerife (derde) eindigden ze op het podium. Daarnaast werden Baracetti en Conde in Klagenfurt wereldkampioen door het Braziliaanse duo Ricardo Santos en Loiola in de finale te verslaan. Bij de Goodwill Games in Brisbane waren Ricardo en Loiola in de finale wel te sterk en moesten Baracetti en Conde genoegen nemen met de zilveren medaille. In 2002 begonnen ze het jaar met een tweede plaats in Berlijn en een zege in Gstaad. Na een zeventiende plaats in Stavanger volgden drie opeenvolgende vierde plaatsen (Montreal, Marseille en Espinho). In Klagenfurt eindigde het duo als negende en in Cádiz opnieuw als vierde. Nadat ze in Mallorca en Fortaleza respectievelijk als vijfde en negende geëindigd waren, sloten ze het seizoen af als eindwinnaars van de World Tour.
In aanloop naar de WK in Rio de Janeiro speelden Baracetti en Conde acht toernooien in de World Tour. Ze werden tweemaal tweede (Berlijn en Stavanger) en eenmaal derde (Mallorca). Bij de WK bereikten ze de zestiende finale waar ze werden uitgeschakeld door Fonoimoana en Wong. In 2004 deed het tweetal mee aan dertien reguliere FIVB-toernooien met onder meer een tweede plaats (Carolina) en drie derde plaatsen (Salvador, Berlijn en Marseille) als resultaat. In Athene gingen Baracetti en Conde als groepswinnaar door naar de achtste finale; daar verloren ze van het Canadese duo John Child en Mark Heese waardoor ze als negende eindigden. Het daaropvolgende seizoen speelde Baracetti elf wedstrijden met Pedro Depiaggio, waaronder de WK in Berlijn. Het tweetal verloor in de tweede ronde van Conde en Salema en in de eerste herkansingsronde opnieuw van het Duitse duo David Klemperer en Eric Koreng.
Eind 2005 vormden Baracetti en Conde opnieuw een duo en ze namen dat jaar nog deel aan drie toernooien in de World Tour. Het seizoen daarop eindigden ze bij respectievelijk twee en vier van de elf toernooien als vierde en vijfde. In 2007 speelde het tweetal vijftien wedstrijden met twee tweede plaatsen (Marseille en Stare Jabłonki) als beste resultaat. Bij de WK in Gstaad werd het duo in de achtste finale uitgeschakeld door de Chinezen Xu Linyin en Wu Penggen. Van 2008 tot en met 2009 speelde Baracetti weer samen met Salema, met uitzondering van drie wedstrijden in 2008. Bij de FIVB-toernooien Marseille en Gstaad en bij de Olympische Spelen in Peking was Baracetti actief met Conde. In Peking kwamen het duo niet verder dan de groepsfase. Met Salema nam hij in 2008 verder deel aan veertien toernooien in de World Tour met een derde plaats in Sanya als beste resultaat. Het jaar daarop werden Baracetti en Salema bij de WK in Stavanger in de groepsfase uitgeschakeld en in Stare Jabłonki speelden beiden vervolgens hun laatste wedstrijd in de World Tour.

## Palmares
Kampioenschappen
- 1999: 9e WK
- 2001:  WK
- 2001:  Goodwill Games
- 2004: 9e OS
- 2007: 9e WK

FIVB World Tour
- 1998:  Vitória Open
- 2000:  Mar del Plata Open
- 2001:  Tenerife Open
- 2001:  Lignano Open
- 2001:  Grand Slam Marseille
- 2001:  Mallorca Open

- 2002:  Berlijn Open
- 2002:  Gstaad Open
- 2002:  FIVB World Tour
- 2003:  Grand Slam Berlijn
- 2003:  Stavanger Open
- 2003:  Mallorca Open
- 2004:  Salvador Open
- 2004:  Carolina Open
- 2004:  Grand Slam Berlijn
- 2004:  Grand Slam Marseille
- 2007:  Marseille Open
- 2007:  Stare Jabłonki Open
- 2008:  Sanya Open